# Tessère de Clídna
Clídna Tessera
Pour les articles homonymes, voir Clídna.
La tessère de Clídna (désignation internationale : Clídna Tessera) est un terrain polygonal situé sur Vénus dans le quadrangle de Kaiwan Fluctus. Il a été nommé en référence à Cliodhna, déesse-oiseau irlandaise de la vie après la mort.